# Synlofe
Een synlofe is een gebied met ribbels op het lichaam van bepaalde rondwormen. Zo heeft dit gebied bij de mannelijke Torrestrongylus tetradorsalis in de buurt van de zenuwring 32 ribbels, in het midden van de rondworm 32–33 en in de buurt van het achtereind nog eens 28.

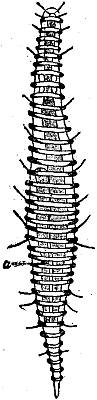
Tricoma elongata
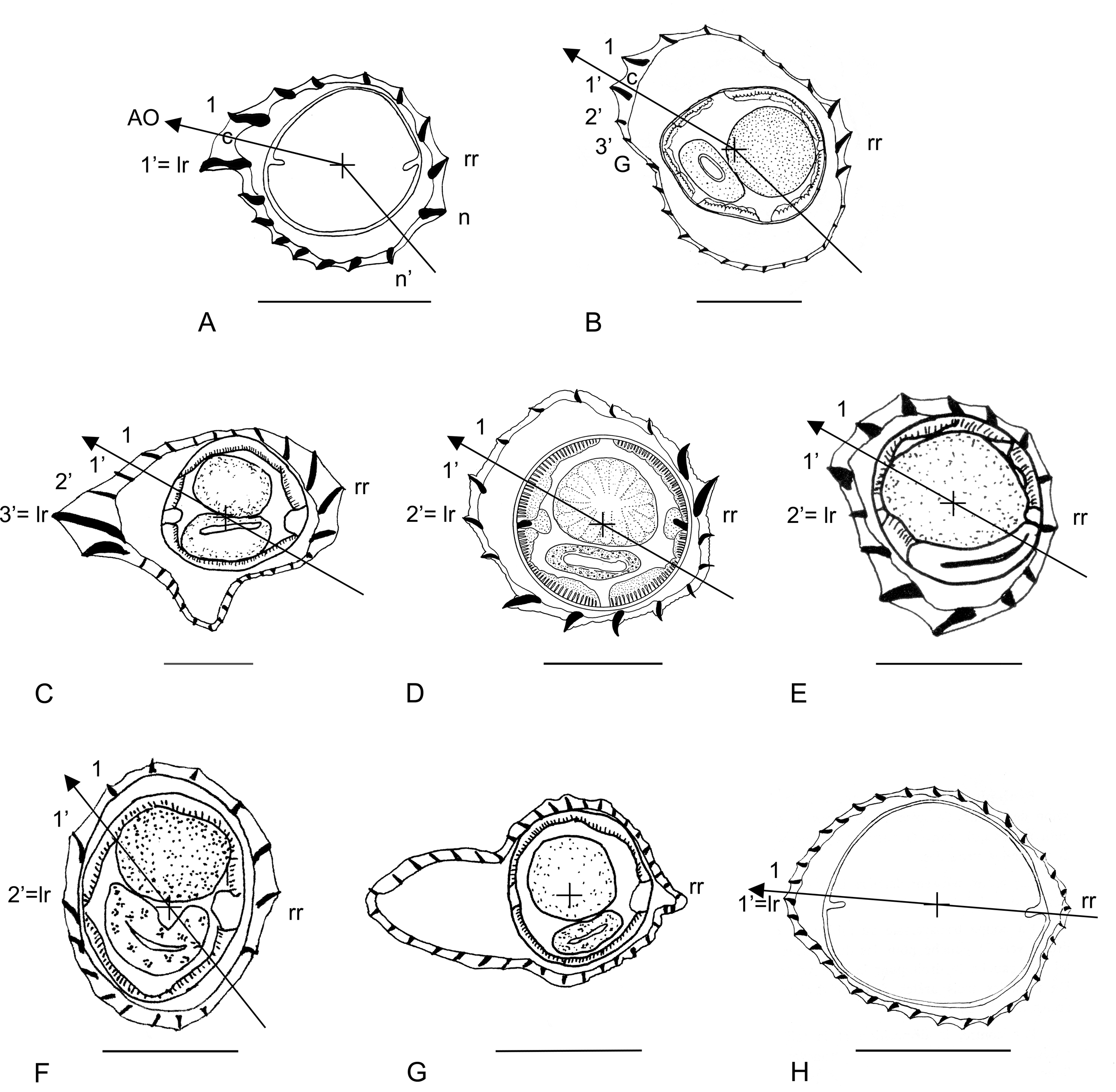
Synlofen bij verschillende rondwormen uit het geslacht Odilia. Dwarsdoorsnede middengedeelte van het lichaam. afkortingen in de afbeeldingen: 1, 1’, 2’, 3’: ribbels 1, 1’, 2’, 3’; AO: orientatie-as van de ribbels; c: hellingshoek of spoed; G: inkeping; lr: linkse ribbel; n: laatst dorsale (rugzijde) ribbel; n’: laatste ventrale (buikzijde) ribbel; rr: rechtse ribbel. Maatatreepjes: 50 mm.
Synlofen bij verschillende rondwormen uit het geslacht Odilia. Dwarsdoorsnede middengedeelte van het lichaam. afkortingen in de afbeeldingen: 1, 1’, 2’, 3’: ribbels 1, 1’, 2’, 3’; AO: orientatie-as van de ribbels; c: hellingshoek of spoed; G: inkeping; lr: linkse ribbel; n: laatst dorsale (rugzijde) ribbel; n’: laatste ventrale (buikzijde) ribbel; rr: rechtse ribbel. Maatatreepjes: 50 mm.